# Пітер Міскью
Пітер Олександр Міскью (27 листопада 1899 — 9 вересня 1965) — політик і юрист з Альберти, Канада. Член Законодавчої асамблеї Альберти з 1930 по 1935 рік. Засідав разом із фракцією Об’єднаних фермерів в уряді, а також із фракцією лібералів в опозиції.

## Політична кар'єра
У 1930 році на загальних виборах Міскью балотувався на місце в Законодавчому органі Альберти у виборчому окрузі Вікторія, як кандидат від Об'єднаних фермерів. Він переміг з перевагою в 66 голосів над кандидатом від лібералів С. В. Бахлаєм. 
3 лютого 1934 року Міск’ю виступив перед партією лібералів. Він повідомив прем’єр-міністру Джону Бронлі, що більше не підтримує політику уряду Об’єднаних фермерів.
Міскю отримав диплом юриста, закінчивши Альбертський університет 10 травня 1935 року. Членство Міск’ю в Законодавчому органі Альберти змусило Університет роз’яснити свою заборону на політичні клуби кампусу. Голова університету Роберт Уоллес спочатку заявив, що жоден студент не повинен вступати в союз із політичною партією. Пізніше він був змушений уточнити, що він мав на увазі заборону політичних клубів, коли його запитали про Міскью та кандидата на соціальні кредити, який навчався в університеті. 
Міскю пішов з політики провінції після розпуску Асамблеї в 1935 році.